# Chouvigny
Cet article possède un paronyme, voir la commune de Chauvigny.
Chouvigny est une commune française située dans le département de l'Allier, en région Auvergne-Rhône-Alpes.

## Géographie

### Localisation
Chouvigny est située au sud du département de l'Allier.
Six communes sont limitrophes, dont trois dans le département du Puy-de-Dôme :
| Nades                 | Lalizolle                          |                                        |
| Servant (Puy-de-Dôme) | Chouvigny                          | Ébreuil                                |
|                       | Saint-Gal-sur-Sioule (Puy-de-Dôme) | Saint-Quintin-sur-Sioule (Puy-de-Dôme) |

### Géologie et relief
La commune s'étend sur 1 341 hectares ; son altitude varie entre 310 et 584 mètres.

### Hydrographie
La Sioule borde la commune à la frontière départementale.

### Transports
Le territoire communal est traversé par les routes départementales 116 (reliant Ébreuil à Nades), 284 (vers Lalizolle) et 915 (reliant Ébreuil à Menat).

### Climat
Pour des articles plus généraux, voir Climat d'Auvergne-Rhône-Alpes et Climat de l'Allier.
En 2010, le climat de la commune est de type climat océanique dégradé des plaines du Centre et du Nord, selon une étude du CNRS s'appuyant sur une série de données couvrant la période 1971-2000. En 2020, Météo-France publie une typologie des climats de la France métropolitaine dans laquelle la commune est exposée à un climat de montagne ou de marges de montagne et est dans la région climatique Ouest et nord-ouest du Massif Central, caractérisée par une pluviométrie annuelle de 900 à 1 500 mm, maximale en automne et en hiver.
Pour la période 1971-2000, la température annuelle moyenne est de 10,9 °C, avec une amplitude thermique annuelle de 16,1 °C. Le cumul annuel moyen de précipitations est de 799 mm, avec 10,4 jours de précipitations en janvier et 7,4 jours en juillet. Pour la période 1991-2020, la température moyenne annuelle observée sur la station météorologique de Météo-France la plus proche, « Echassières_sapc », sur la commune d'Échassières à 8 km à vol d'oiseau, est de 10,3 °C et le cumul annuel moyen de précipitations est de 847,3 mm,. Pour l'avenir, les paramètres climatiques de la commune estimés pour 2050 selon différents scénarios d'émission de gaz à effet de serre sont consultables sur un site dédié publié par Météo-France en novembre 2022.

## Urbanisme

### Typologie
Au 1er janvier 2024, Chouvigny est catégorisée commune rurale à habitat très dispersé, selon la nouvelle grille communale de densité à 7 niveaux définie par l'Insee en 2022.
Elle est située hors unité urbaine et hors attraction des villes,.

### Occupation des sols

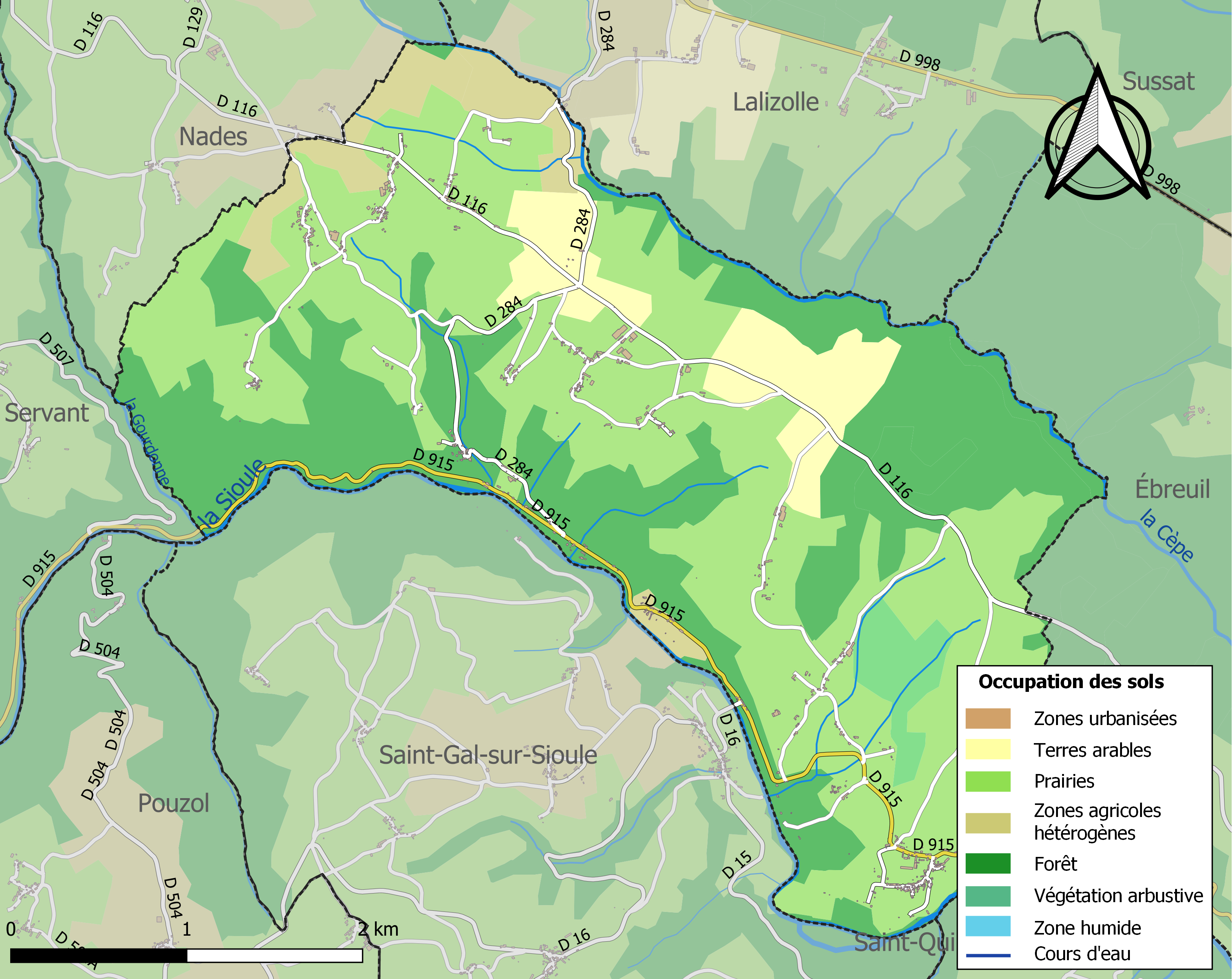
Carte des infrastructures et de l'occupation des sols de la commune en 2018 (CLC).

L'occupation des sols de la commune, telle qu'elle ressort de la base de données européenne d’occupation biophysique des sols Corine Land Cover (CLC), est marquée par l'importance des territoires agricoles (64,1 % en 2018), une proportion sensiblement équivalente à celle de 1990 (64,6 %). La répartition détaillée en 2018 est la suivante : 
prairies (48,8 %), forêts (33,7 %), zones agricoles hétérogènes (8,4 %), terres arables (6,9 %), milieux à végétation arbustive et/ou herbacée (2,1 %).
L'IGN met par ailleurs à disposition un outil en ligne permettant de comparer l’évolution dans le temps de l’occupation des sols de la commune (ou de territoires à des échelles différentes). Plusieurs époques sont accessibles sous forme de cartes ou photos aériennes : la carte de Cassini (XVIIIe siècle), la carte d'état-major (1820-1866) et la période actuelle (1950 à aujourd'hui).

## Histoire
Avant 1789, la commune faisait partie de l'ancienne province du Bourbonnais,.

## Politique et administration
| Période                                  | Période                      | Identité       | Étiquette | Qualité                                    |
| ---------------------------------------- | ---------------------------- | -------------- | --------- | ------------------------------------------ |
| Les données manquantes sont à compléter. |                              |                |           |                                            |
| mars 2001                                | mars 2008                    | Marc Giraud    |           |                                            |
| mars 2008                                | mars 2014                    | Serge Lejeune  | PCF       |                                            |
| mars 2014                                | En cours (au 8 juillet 2020) | Michelle Paris |           | Retraitée de l'enseignement Réélue en 2020 |

Depuis le 1er janvier 2017, afin que les arrondissements du département « correspondent à une meilleure cohérence administrative et [à une] adaptation aux bassins de vie », la commune est retirée de l'arrondissement de Montluçon pour être rattachée à celui de Vichy.

## Population et société

### Démographie
L'évolution du nombre d'habitants est connue à travers les recensements de la population effectués dans la commune depuis 1793. Pour les communes de moins de 10 000 habitants, une enquête de recensement portant sur toute la population est réalisée tous les cinq ans, les populations de référence des années intermédiaires étant quant à elles estimées par interpolation ou extrapolation. Pour la commune, le premier recensement exhaustif entrant dans le cadre du nouveau dispositif a été réalisé en 2008.

En 2022, la commune comptait 230 habitants, en évolution de +4,55 % par rapport à 2016 (Allier : −1,38 %, France hors Mayotte : +2,11 %).
| 1793 | 1800 | 1806 | 1821 | 1831 | 1836 | 1841 | 1846 | 1851  |
| ---- | ---- | ---- | ---- | ---- | ---- | ---- | ---- | ----- |
| 512  | 585  | 921  | 992  | 893  | 953  | 895  | 905  | 1 009 |

| 1856 | 1861  | 1866 | 1872 | 1876 | 1881  | 1886  | 1891 | 1896 |
| ---- | ----- | ---- | ---- | ---- | ----- | ----- | ---- | ---- |
| 961  | 1 034 | 942  | 956  | 956  | 1 041 | 1 007 | 974  | 910  |

| 1901 | 1906 | 1911 | 1921 | 1926 | 1931 | 1936 | 1946 | 1954 |
| ---- | ---- | ---- | ---- | ---- | ---- | ---- | ---- | ---- |
| 866  | 880  | 824  | 688  | 585  | 525  | 492  | 432  | 413  |

| 1962 | 1968 | 1975 | 1982 | 1990 | 1999 | 2006 | 2008 | 2013 |
| ---- | ---- | ---- | ---- | ---- | ---- | ---- | ---- | ---- |
| 340  | 349  | 265  | 255  | 240  | 238  | 239  | 239  | 220  |

| 2018 | 2022 | - | - | - | - | - | - | - |
| ---- | ---- | - | - | - | - | - | - | - |
| 233  | 230  | - | - | - | - | - | - | - |

## Culture locale et patrimoine

### Lieux et monuments
Chouvigny ne compte aucun édifice ou objet classé ou inscrit aux monuments historiques.
- Château de Chouvigny (à ne pas confondre avec le château de Chouvigny, situé dans le même département, mais dans l'ancienne commune de Givarlais). Château du XIIIe ou XIVe siècle, restauré vers le milieu du XXe siècle qui se dresse dans la vallée de la Sioule, composé d'une enceinte établie en enfilade derrière un donjon polygonal flanquant[22].

Château
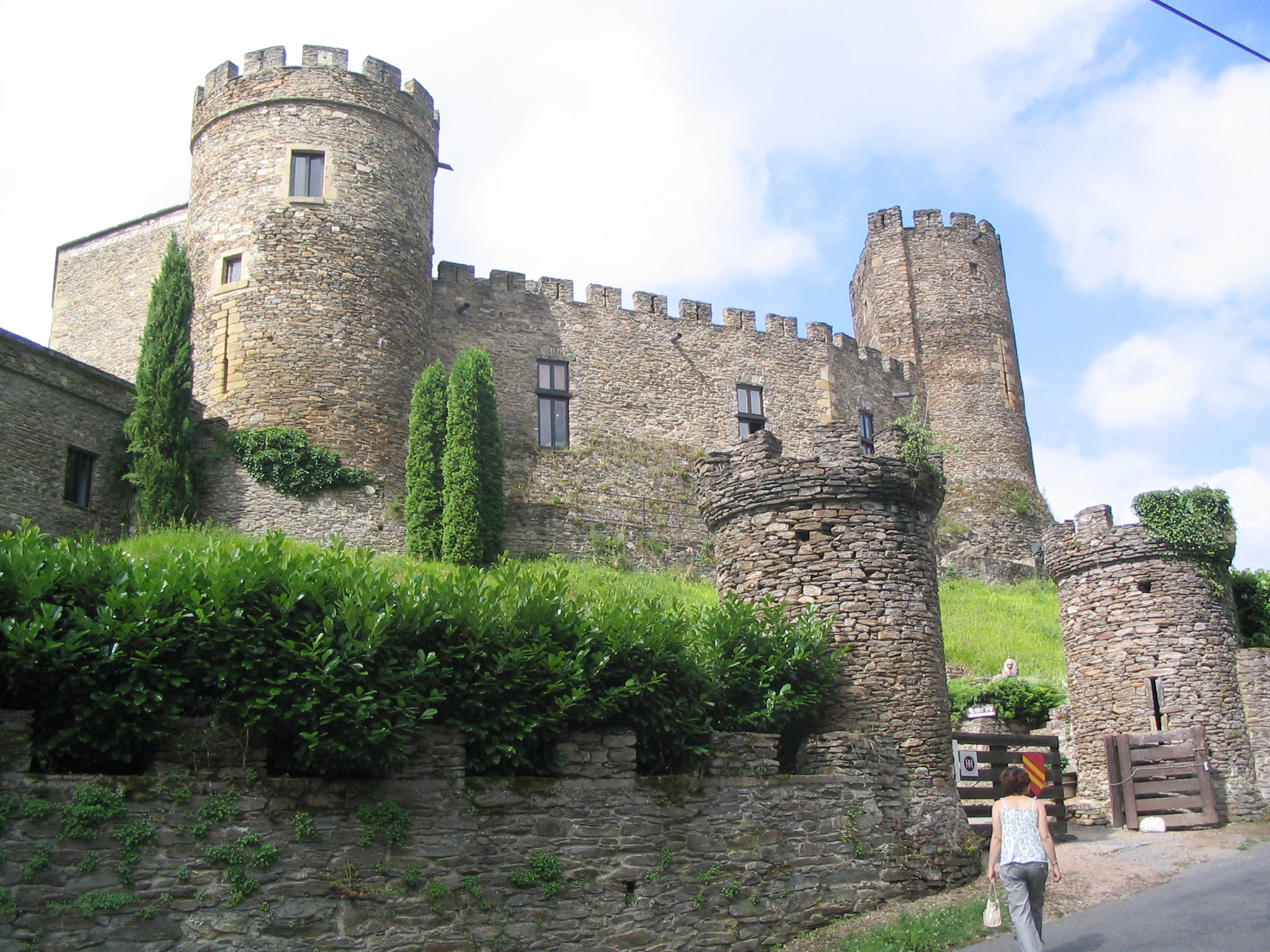
Le château.
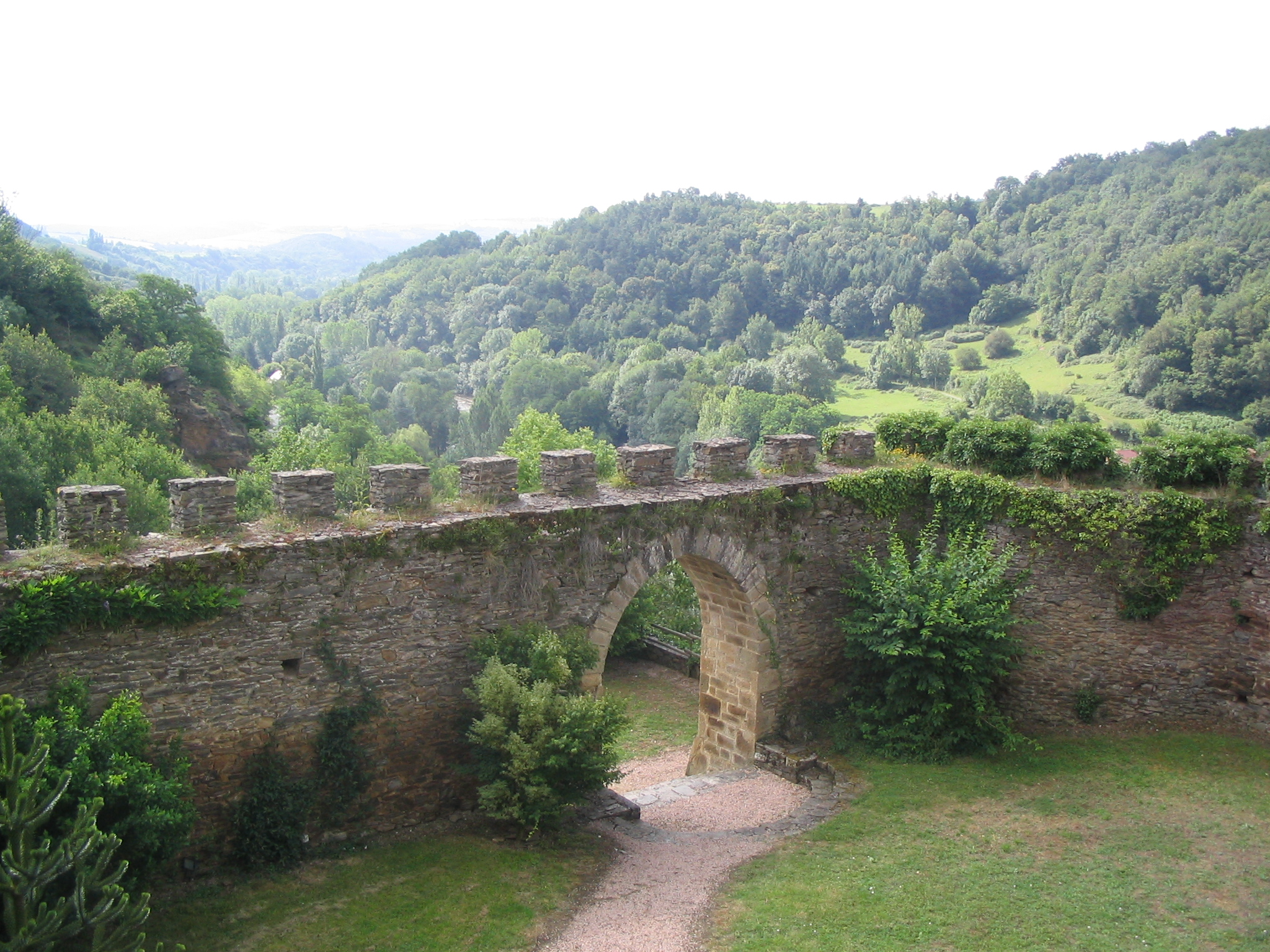
Remparts.
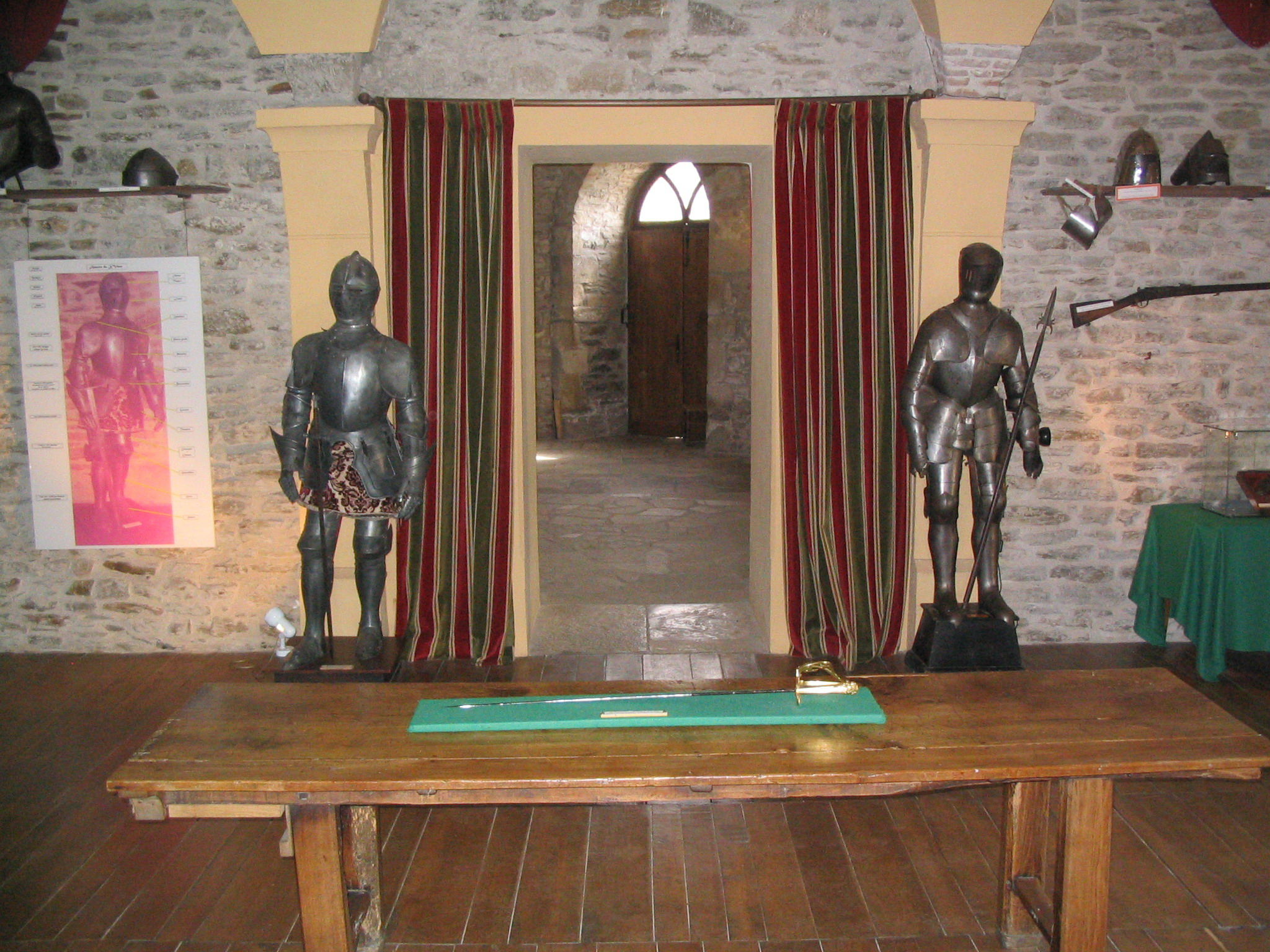
Intérieur.

- Roc Armand, dans les gorges de la Sioule, en amont de Chouvigny.

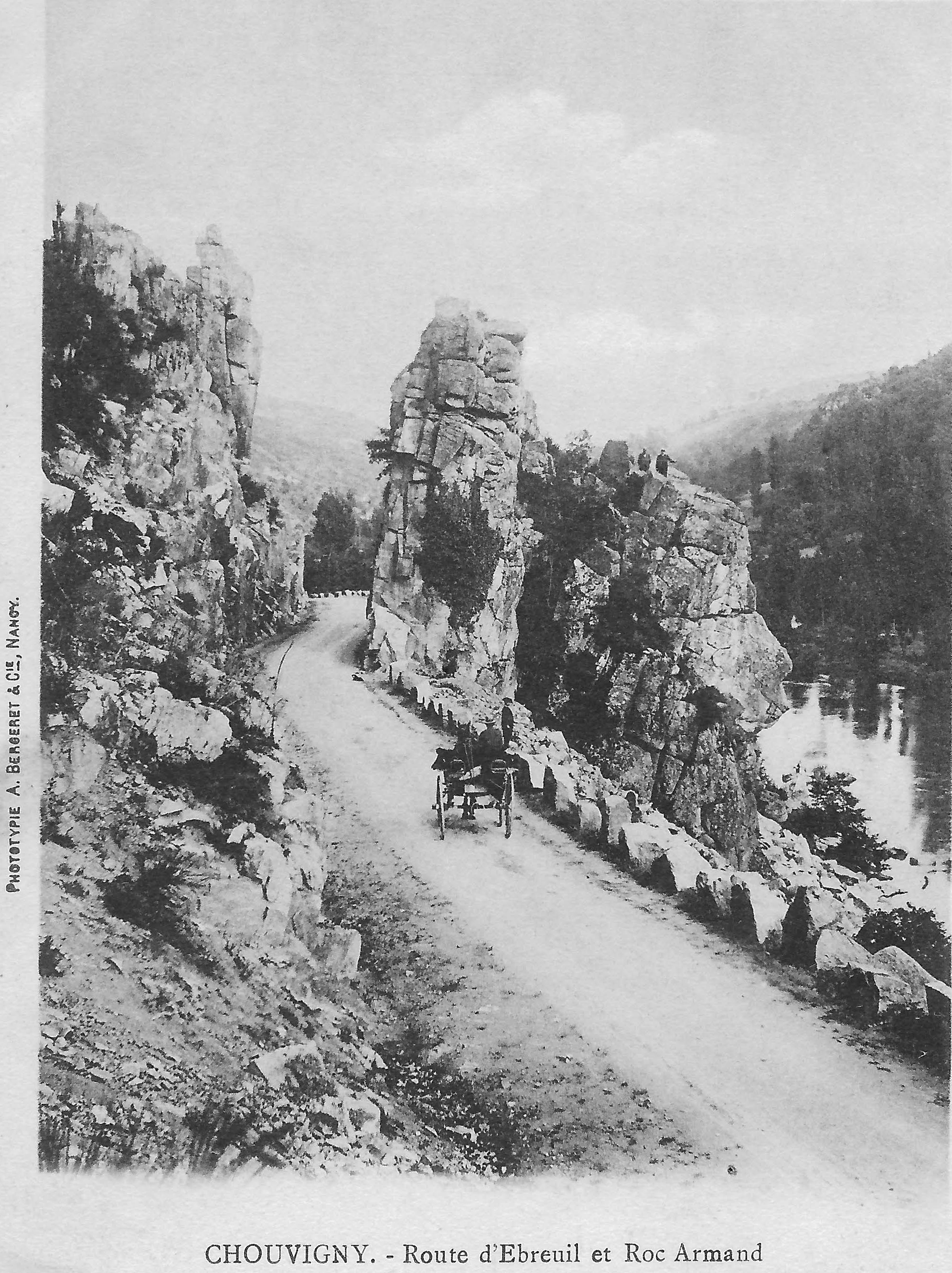
Route d'Ébreuil et Roc Armand.

- Église Saint-Pierre.

- Landes de Péraclos[23], classées « espace naturel sensible » en 2012, en aval de Chouvigny. D'une superficie de 21 hectares, elles dominent les gorges de la Sioule ; parmi les espèces remarquables : des plantes (la cotonnière de France et la cotonnière jaunâtre), des oiseaux (la pie-grièche écorcheur, l'engoulevent d'Europe), des papillons (le grand nègre des bois, l'azuré du serpolet).  - Landes de Péraclos

Landes de Péraclos
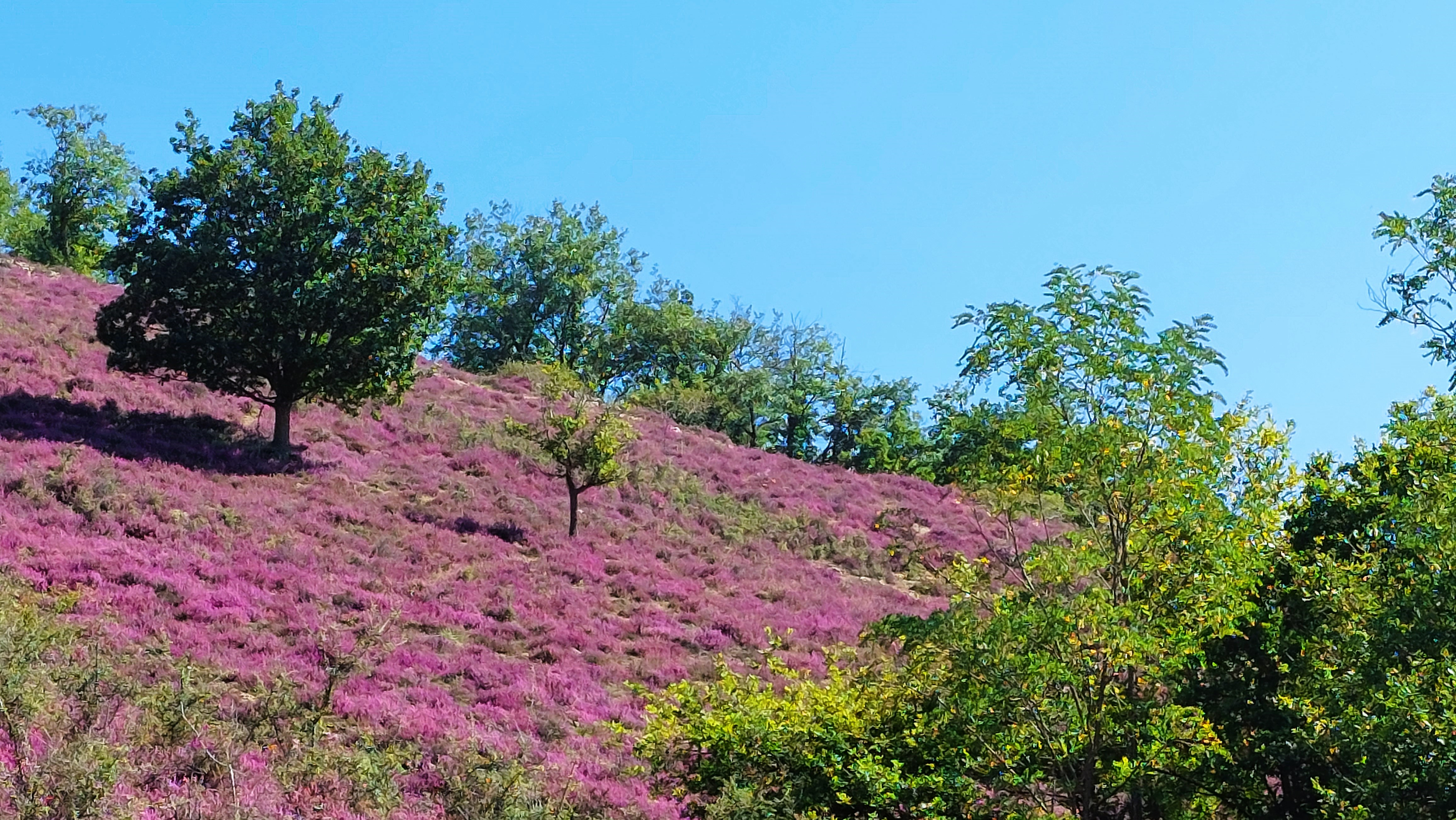
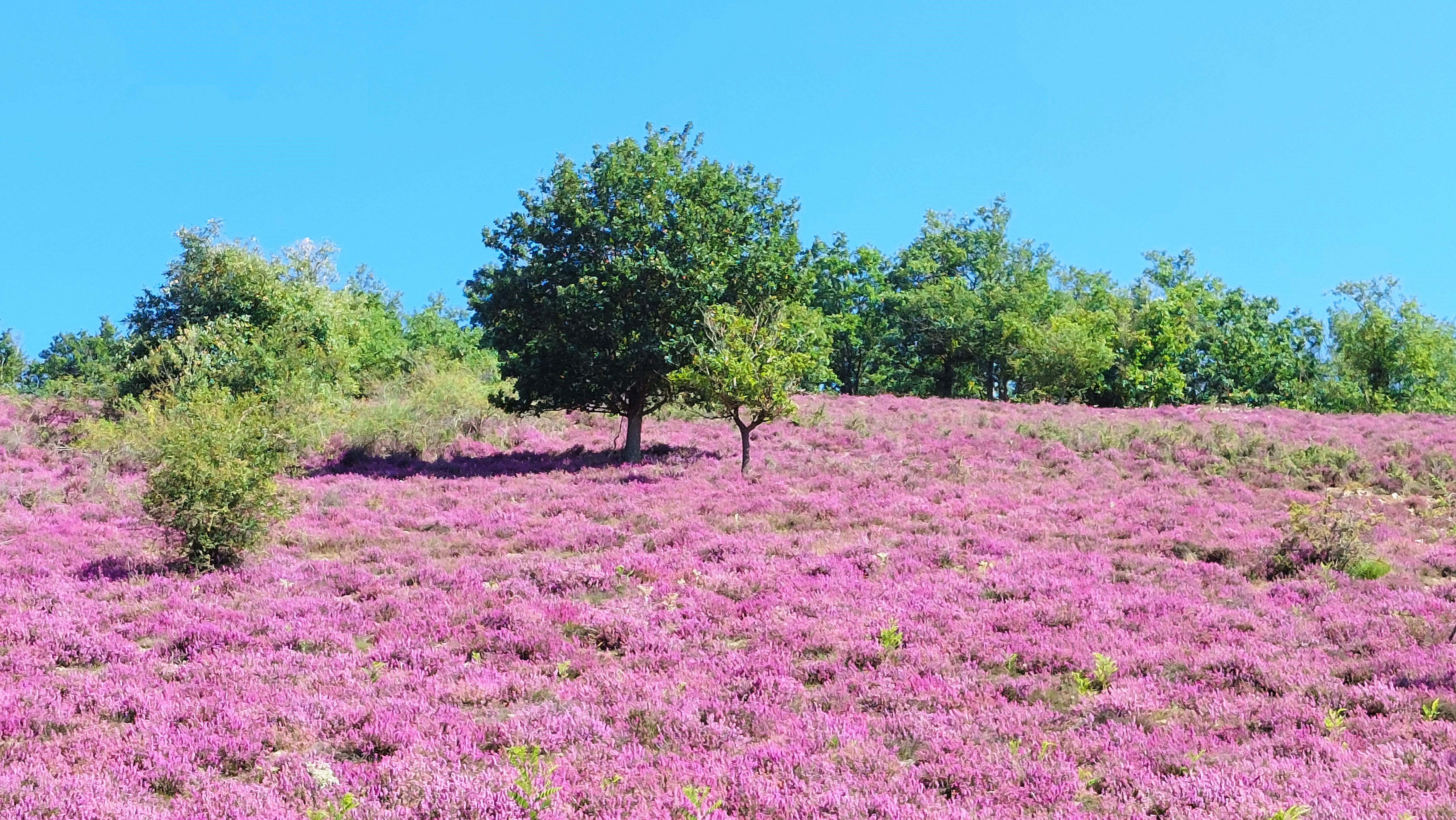
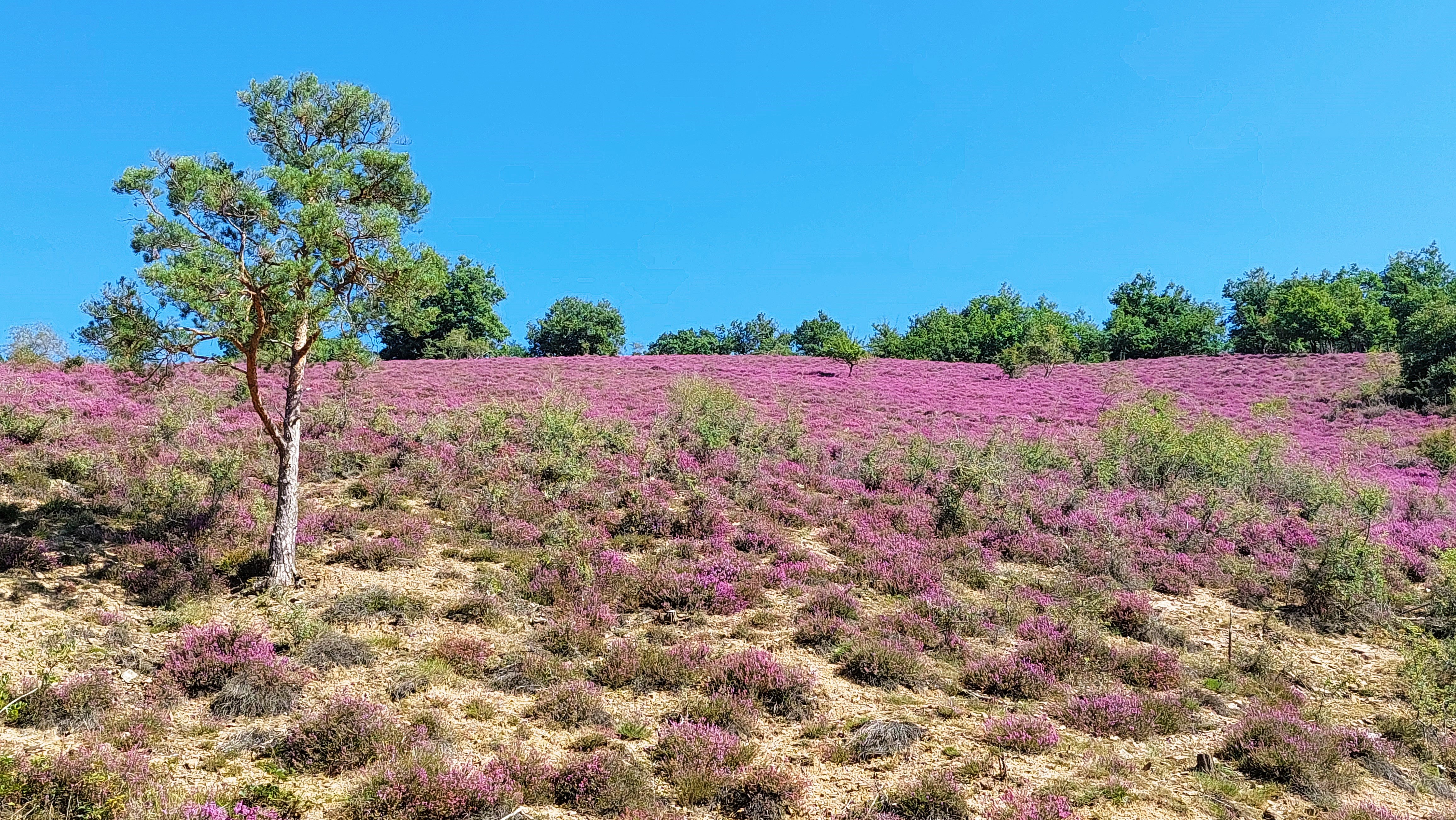

### Personnalités liées à la commune
- Pierre Goldberg (1938-), homme politique né à Chouvigny. Employé des Postes et Télécommunications, il fut maire de Montluçon de 1977 à 1998, conseiller général du canton de Montluçon-Nord-Est de 1982 à 1988, conseiller régional d'Auvergne de 1986 à 1988[24] et député dans la deuxième circonscription[25].
- Jacques Beyssade (1963-), banquier, conseiller du commerce extérieur de la France, adjoint au maire de Chouvigny depuis 2014. Après une carrière internationale dans la finance, il a racheté le château de Chouvigny pour en faire une résidence secondaire.

### Héraldique
|  | Les armes de la commune se blasonnent ainsi : D'argent au mont de sinople sur une mer d'azur issante de la pointe, le mont surmonté d'un château de gueules ouvert d'argent et ajouré de sable, accompagné en chef de deux fusées de gueules ; la mer étant surchargée d'un écusson de gueules à la bande d'or, à la bordure de vair. |